# 광주발전연구원
광주발전연구원은 광주광역시가 대도시로 발전하기 위한 경쟁력을 높이기 위해 지식과 정책을 생산하는 싱크탱크 역할을 하기 위해 광주발전연구원육성조례에 근거하여 설립된 연구기관이다. 광주광역시 광산구 소촌동 232-2(교학로43)에 위치하고 있다.

## 주요 기능
- 광주 메트로폴리탄의 제반 현상에 대한 기초연구
- 제반 도시문제를 해결하고 도시 발전을 촉진하는 정책개발과 수립
- 광주광역시 학술용역사업의 대행관리 및 추진
- 도시정책 및 현안과제에 대한 신학연 학습과 토론의 장 제공
- 도시 발전 정책에 대한 평가 및 교육

## 연혁
- 2007년 3월 14일 광주전남발전연구원 분리의결
- 2007년 5월 23일 광주발전연구원 설립 발기인 총회
- 2007년 6월 30일 광주발전연구원 육성조례제정
- 2007년 7월  6일 행정자치부 설립허가
- 2007년 7월 11일 제1대 임우진 원장 선임
- 2007년 8월  6일 광주발전연구원 개원
- 2008년 6월 10일 제2대 채일병 원장 취임
- 2011년 6월  9일  제3대 박승주 원장 취임

## 조직

### 이사회

#### 원장
- 연구자문위원회
- 기획연구실
- 산업경제연구실
- 사회문화연구실
- 도시환경연구실
- 행정실
- 지역균형 및 지방자치발전연구센터
- 광주인적자원개발지원센터
- 광주경제교육센터
- 광주사회서비스지원단

## 같이 보기
- 한국개발연구원
- 한국지방행정연구원
- 서울시정개발연구원
- 전남발전연구원